# The Aberlour’s
The Aberlour’s (Eigenschreibweise: The ABERLOUR’S) ist eine deutsche Folk-Rock-Band, die 1999 in Halle (Saale) gegründet wurde. Der Name bezieht sich auf Charlestown of Aberlour, eine kleine Stadt in der schottischen Speyside, und die dortige Whiskydestillerie Aberlour.

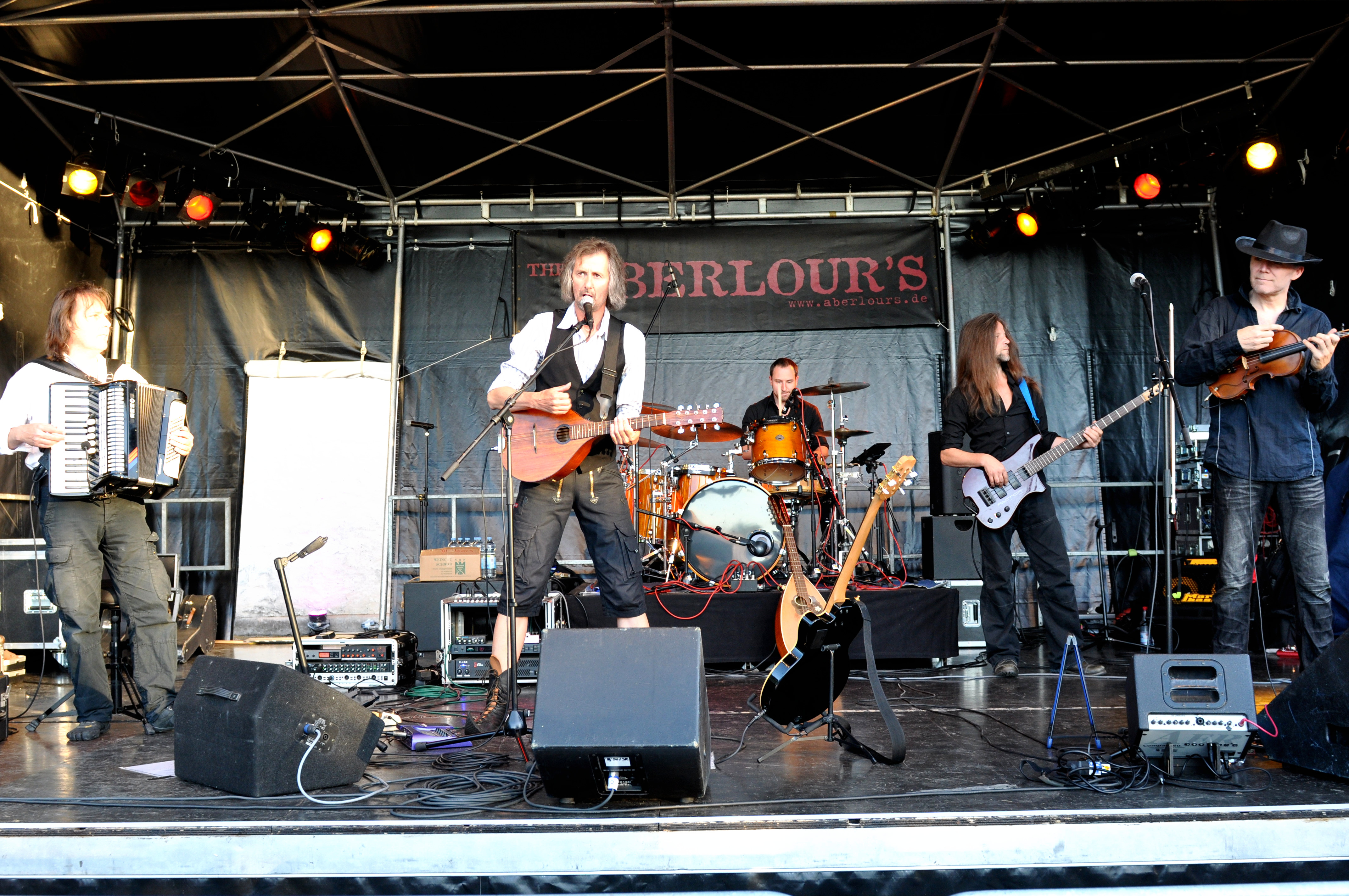
The Aberlour's live beim Folk am Neckar 2015

## Geschichte
1999 gegründet von Klaus Adolphi, Frontmann der Gruppe Horch, und dem Geiger Steffen Knaul, war die Band zunächst als Duo, dann mit dem Schlagzeuger Matthias „Meff“ Schimetzek auf Tour. Einer der ersten Auftritte war der Support zu Jethro Tull in Thüringen. In dieser Besetzung wurde im Jahr 2000 auch das erste Album Waiting for Noah eingespielt. Ab dieser Zeit bezeichneten die Künstler ihre Musik als „Celtic Folk’n’Beat“ und grenzten sich von anderen Bands des Genres vor allem durch fast ausschließlich eigenes Songmaterial, rockig-jazzige Spielweise und ungewöhnliche Sounds ab. 2002 entstand bereits das zweite Album Rich and Rambling. Zeitweise wirkte hier als Gast der Bassist Peter Häseler mit.
Ab 2004 folgten dann über die Agentur Magnetic Music mehrere umfangreiche Touren mit verschiedenen Musikern des Irish & Celtic Folk, wie die London Lassies oder die Geraldine McGowan-Band. Zu dieser Zeit wurden die Aberlour’s schon komplettiert durch den Bassisten Kai Büttner und den Flötisten Andreas Fabian (ebenfalls von Horch). 2005 folgte in dieser Besetzung das dritte Album The Huns Are Coming. 2008 spielten The Aberlour’s unter dem Motto „Bridges to Classics“ in Fusion mit Horch, in großen Orchesterarrangements mit der Staatskapelle Halle und Ian Anderson (Jethro Tull) als Solisten bei den Händel-Festspielen Halle. Im Sommer 2009 erschien das vierte Album Save the Last Drop. Am Ende dieses Jahres verließ Gründungsmitglied Steffen Knaul aus gesundheitlichen Gründen die Band. Ihn ersetzte der studierte Jazzgeiger Valentin Gregor aus Berlin. 2011 entstand eine Live-DVD. Die Band spielte auf Festivals wie dem Venner Folkfrühling und dem Wacken Open Air, 2014 erneut beim Tourfestival „Irish Heartbeat“. Im Juli 2015 veröffentlichten die Musiker ihr fünftes Studioalbum Dayoodlo! – erstmals ausschließlich mit eigenen Kompositionen, nachdem zu Beginn des Jahres Andreas Fabian ausgeschieden war und für ihn Steffen Thomas an Akkordeon und Orgel dazu kam.

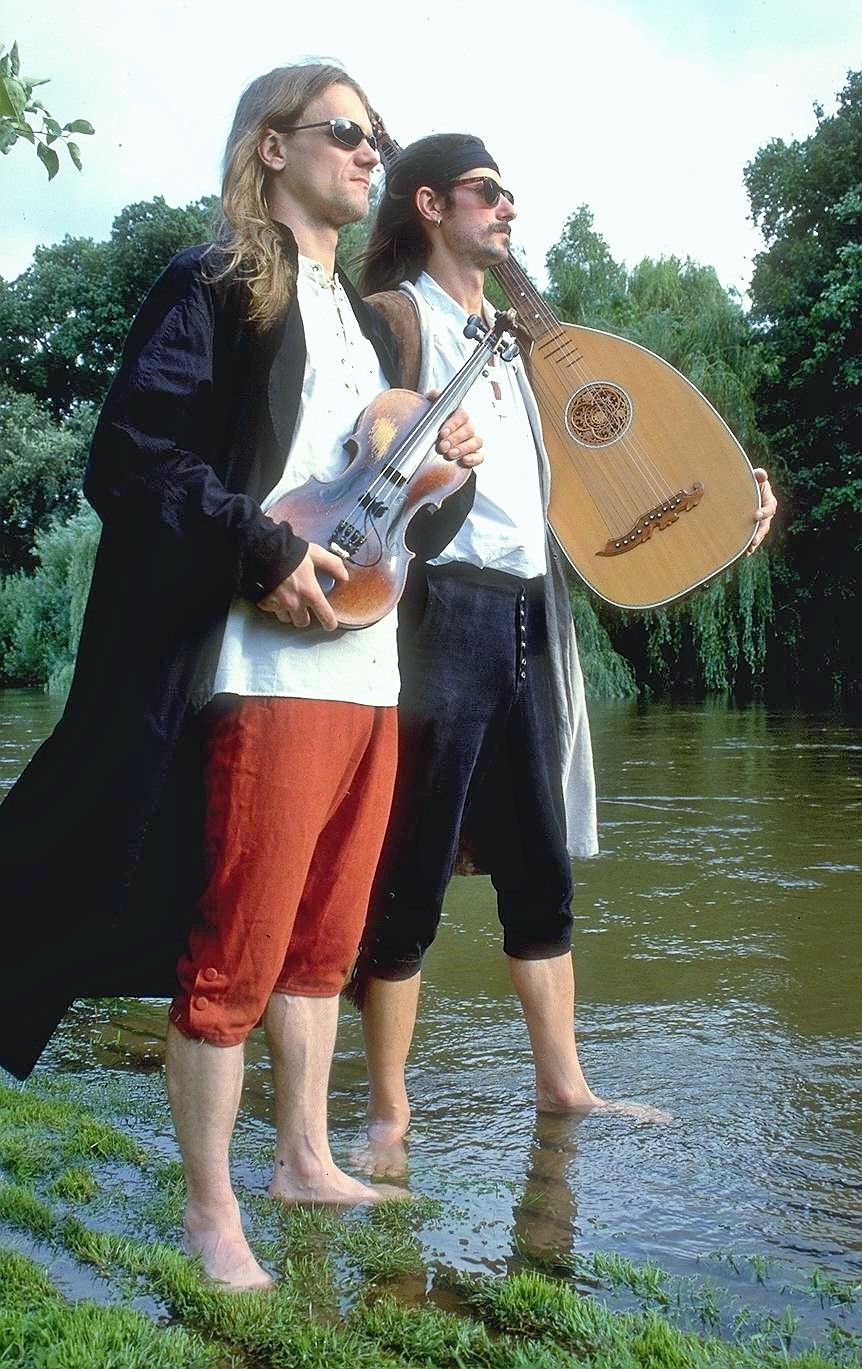
The Aberlour’s 1999

## Diskografie
Alben
- 2000: Waiting for Noah (Silbersack/Bellaphon)
- 2002: Rich and Rambling (Silbersack/Bellaphon)
- 2005: The Huns Are Coming (The Aberlours/Membran)
- 2009: Save the Last Drop (The Aberlours/Membran)
- 2015: Dayoodlo! (recordJet)

DVDs
- 2011: The Aberlour’s – Live